# انگه‌لان پایین
انگه‌لان پایین (به لاتین: Aşağı Əngilan) یک منطقهٔ مسکونی در جمهوری آذربایجان است که در شهرستان خیزی واقع شده‌است.